# Party Cannon
Party Cannon ist eine 2010 gegründete Deathgrind-Band aus Dunfermline, Schottland.

## Geschichte
Die Band besteht aus dem Sänger Tony Reddie, den beiden Gitarristen Craig Robinson und Jack Welsh, dem Bassisten Chris Ryan und dem Schlagzeuger Martin Gazur. Ehemaliges Mitglied ist Neal Mullen, der ebenfalls Schlagzeug spielte.
Nachdem die Gruppe 2012 eine Promo-CD in Eigenverlag veröffentlicht hatte, erschien mit Partied in Half eine EP über Autopsy Records. Sie wurde in den Jahren 2014 und 2020 beim US-amerikanischen Label Gore House Productions mit Bonustiteln neu aufgelegt. Anfang Juli 2015 veröffentlichte die Band mit Bong Hit Hospitalisation ihr Debütalbum. Ende desselben Monats spielte die Gruppe im Rahmen des Bay Area Deathfest ihr erstes Konzert in den Vereinigten Staaten.
2017 erfolgte die Veröffentlichung der zweiten EP Perverse Party Platter. 2019 folgte das Split-Album Cannons of Gore Soaked, Blood Drenched, Parasitic Sickness, auf der die Gruppe drei Lieder beisteuerte. Weitere an der Split beteiligte Bands sind Parasitic Ejaculation, Bloodscribe und Gorevent. Zwei Jahre später erfolgte die Veröffentlichung der 7″-Single Nauseating and Unpalatable. Im Folgejahr erschien mit Volumes of Vomit das zweite Studioalbum. Dieses wurde von Jörg Uken von Temple of Dread in den Soundlodge Studios produziert. Als musikalische Gäste sind Ross Sewage von Exhumed, Don Campan von Waking the Cadaver und Andrew Lomastro von Cerebral Incubation mit dabei.
In einem Interview mit dem Distorted Sound Magazine im April 2022 erklärte Bassist Chris Ryan, dass das Album bereits 2017 erscheinen sollte, aufgrund des straffen Tourplans aber nicht realisiert werden konnte. Stattdessen wurden die bis zu diesem Zeitpunkt fünf geschriebenen Lieder als EP veröffentlicht. Drei weitere Lieder erschienen später kurz vor einer Tournee in Asien auf einer Split. Laut Ryan war die COVID-19-Pandemie das Beste, was der Band passieren konnte, da sie dadurch die nötige Zeit gefunden habe, um genügend Material für ein Album schreiben zu können.
Im Juli 2022 spielten Party Cannon im Rahmen der Metaldays ein Konzert in Slowenien. Im selben Jahr spielte die Gruppe auf dem britischen Bloodstock Open Air. Einen Auftritt im Vorjahr musste die Gruppe aufgrund eines Krankheitsfalls innerhalb der Band absagen. Im selben Monat spielten Party Cannon im Vorprogramm der US-amerikanischen Band Gwar auf deren Konzertreise durch das Vereinigte Königreich. Bereits im März absolvierte die Band eine Konzertreise durch die Vereinigten Staaten als Vorgruppe von Wormhole. Im August 2023 spielt die Gruppe erstmals auf dem Summer Breeze. Am 29. Februar 2024 kündigte die Gruppe an, bei Unique Leader Records unterschrieben zu haben und ihr drittes Album Injuries Are Inevitable im April weltweit zu veröffentlichen.
Für Aufsehen sorgte 2015 das für das Genre unübliche Bandlogo, welches viral ging und Party Cannon den Titel der „Death-Metal-Band mit dem am wenigsten Death-Metal-artigen Bandlogo“ einbrachte.

## Stil
Die Gruppe bezeichnet ihre Musik selbst als IQ-vermindernden „Party Slam“, eine musikalische Mischung aus brutalem Death Metal der frühen 2000er-Jahre im Stil von Dying Fetus, Carcass und einer großen Portion Enttäuschung.
Alex S. schrieb in seiner Rezension des Debütalbums Bong Hit Hospitalisation, dass Party Cannon es schafften, eine gesunde Mischung aus Comedy, Brutalität und Gore zu schaffen. Die zehn Lieder seien von harten Snareschlagen und schnellen Gitarrenriffs durchzogen. Beim Tempo werde häufig auf die Bremse getreten, nur um ein paar Takte später wieder Vollgas zu geben. Olly Thomas vom britischen Kerrang! verortete die Gruppe im Slam Death Metal und schrieb, dass die Gruppe sich nicht nur aufgrund ihres Sinns für Humor von anderen Genrevertretern abhebe, auch ihr Logo und ihre Liedtitel tragen dazu bei. Musikalisch bewege sich die Band ab und zu in Richtung Grindcore. Im britischen Metal Hammer wurde Volumes of Vomit in die Liste der zehn besten Death-Metal-Alben des Jahres 2022 aufgenommen: Die Gruppe sei zwar weniger als die zerstörerischste Band des Planeten bekannt, Volumes of Vomit sei aber ein spuckendes, knurrendes und kotzendes Biest.
Die Gruppe widmete der Episode Dennō Senshi Porigon des Pokémon-Franchise ein Lied. Das Lied I Believe in Dani Filth und das dazugehörige Musikvideo sind eine Hommage an den Cradle-of-Filth-Sänger sowie an dem Videospiel Street Fighter II. Der Name der Band ist eine Anspielung auf die Konfettikanone.

## Diskografie
- 2012: Party Promo (Promo-CD, Eigenverlag)
- 2013: Partied in Half (EP, Autopsy Records, Neuauflagen 2014 und 2020 über Gore House Productions)
- 2015: Bong Hit Hospitalisation (Album, Gore House Productions)
- 2017: Perverse Party Platter (EP, Gore House Productions)
- 2019: Cannons of Gore Soaked, Blood Drenched, Parasitic Sickness (Split-Album mit Parasitic Ejaculation, Gorevent und Bloodscribe, Gore House Productions)
- 2021: Nauseating and Unpalatable (7″-Single, Gore House Productions)
- 2022: Volumes of Vomit (Album, Gore House Productions)
- 2024: Injuries Are Inevitable (Album, Unique Leader Records)